# Expédition à Terre-Neuve
Guerres de la Révolution française
Batailles
L’expédition à Terre-Neuve (en espagnol : Expedición a Terranova, anglais : Newfoundland expedition) était une série de manœuvres de flottes et de débarquements amphibies sur les côtes de Terre-Neuve, Labrador et Saint-Pierre-et-Miquelon effectués par une flotte franco-espagnole pendant les guerres de la Révolution française.

## Mise en œuvre et objectif
Cette expédition, composée de sept navires de ligne et de trois frégates sous les ordres du contre-amiral Joseph de Richery partit de Cadix en août 1796 accompagné d'une escadre espagnole beaucoup plus forte, commandée par le général José Solano y Bote, qui avait pour but de l'escorter jusqu'aux côtes de Terre-Neuve, contrôlées par les Anglais depuis les traités d'Utrecht de 1713. L'objectif de cette expédition était de porter un coup majeur aux établissements et navires de pêche à Terre-Neuve et Saint-Pierre-et-Miquelon.

## Affrontements
Le 28 août 1796, cette escadre franco-espagnole combinée de 20 navires, transportant 1 500 soldats, est apparue au large des côtes de Terre-Neuve. Des états d'alerte considérables ont été occasionnés en Angleterre lors des premiers comptes de ces événements, les nouvelles affirmant en effet que les Français avaient fait débarquer 1 500 hommes à Bay Bulls et 2 000 autres au Portugal Cove-St. Philip's dans la baie de la Conception, à partir desquels ils marchaient contre Saint-Jean.
Dans cette capitale provinciale, la garnison locale composée du Royal Newfoundland Regiment, mais aussi de Royal Artillery et du Royal Newfoundland Volunteers aidés par la plupart des hommes valides, établissent un camp au sommet de Signal Hill début septembre. Le contre-amiral français Richery décide de ne pas débarquer après avoir vu le dispositif britannique dans le port, et après avoir navigué dans la région pendant plusieurs jours, il choisit plutôt de débarquer à Bay Bulls, à 28,9 kilomètres au sud de Saint-Jean le 4 septembre.
Ce jour-là, les forces expéditionnaires entrent dans la ville de Bay Bulls et les établissements britanniques sont ravagés. Après avoir fait des dizaines de prisonniers, la flotte franco-espagnole fait cap vers Saint-Pierre-et-Miquelon et reste près de l'archipel pendant deux semaines, menant un raid contre les établissements et navires de pêche britanniques avant d'entreprendre le voyage de retour en France et en Espagne.

## Bilan
L'expédition a détruit plus de 100 navires de pêche de la flotte de Terre-Neuve et brûlé des postes de pêche le long des côtes de Terre-Neuve, y compris la base de la garnison anglaise dans la baie de Plaisance.

## Dans la culture populaire
L'écrivain espagnol Arturo Pérez-Reverte cite cette expédition dans son roman Cabo Trafalgar : un relato naval.